# NGC 1525
NGC 1525 = NGC 1516B ist eine Spiralgalaxie vom Hubble-Typ Sc im Sternbild Eridanus am Südsternhimmel. Sie ist schätzungsweise 437 Millionen Lichtjahre von der Milchstraße entfernt und bildet mit NGC 1524 ein interagierendes Galaxienpaar.
Das Objekt wurde am 31. Dezember 1885 von Ormond Stone entdeckt. Das Galaxienpaar wurde jedoch schon vorher von Wilhelm Herschel beobachtet.